# Horicon
Horicon és una població dels Estats Units a l'estat de Wisconsin. Segons el cens del 2000 tenia 3.775 habitants.

## Demografia
Segons el cens del 2000, Horicon tenia 3.775 habitants, 1.474 habitatges, i 1.037 famílies. La densitat de població era de 435,1 habitants per km².
Dels 1.474 habitatges en un 34,8% hi vivien nens de menys de 18 anys, en un 58,5% hi vivien parelles casades, en un 7,7% dones solteres, i en un 29,6% no eren unitats familiars. En el 25,4% dels habitatges hi vivien persones soles el 10,5% de les quals corresponia a persones de 65 anys o més que vivien soles. El nombre mitjà de persones vivint en cada habitatge era de 2,56 i el nombre mitjà de persones que vivien en cada família era de 3,06.
Per edats la població es repartia de la següent manera: un 26,6% tenia menys de 18 anys, un 8,5% entre 18 i 24, un 30,3% entre 25 i 44, un 22% de 45 a 60 i un 12,7% 65 anys o més.
L'edat mediana era de 36 anys. Per cada 100 dones de 18 o més anys hi havia 97,3 homes.
La renda mediana per habitatge era de 50.577 $ i la renda mediana per família de 58.393 $. Els homes tenien una renda mediana de 38.008 $ mentre que les dones 26.278 $. La renda per capita de la població era de 21.690 $. Aproximadament el 0,6% de les famílies i el 2,1% de la població estaven per davall del llindar de pobresa.

## Poblacions més properes
El següent diagrama mostra les poblacions més properes.